# Huang Chieh
Huang Chieh o Huang Jie (Changsha, 2 novembre 1902 – Taipei, 14 gennaio 1995) è stato un generale e politico cinese.

## Biografia
Fu incaricato nel ramo di cavalleria presso l'Accademia militare di Whampoa nel 1922. Da giovane maggiore studiò all'Accademia Militare Prussiana in Germania tra il 1929 e il 1930.
Dopo che la Cina continentale cadde sotto il controllo del Partito Comunista Cinese nel 1949, l'allora generale Huang condusse 30 000 soldati dell'Esercito della Repubblica di Cina in Vietnam e furono di stanza sull'isola di Phú Quốc. Successivamente, l'esercito si trasferì a Taiwan nel giugno del 1953.
Attualmente esiste una piccola isola nel lago di Chengcing, costruita nel novembre del 1955 e chiamata Isola di Phu Quoc in memoria dei soldati cinesi in fuga nel 1949.
Huang fu anche governatore della provincia di Taiwan dal 1962 al 1969 e ministro della difesa della Repubblica di Cina dal 1969 al 1972.
Conosceva e parlava le lingue tedesco, francese e russo.